# Ярошенка
Ярошенка (укр. Ярошенка) — село на Украине, находится в Жмеринском районе Винницкой области.
Код КОАТУУ — 0521081415. Население по переписи 2001 года составляет 99 человек. Почтовый индекс — 23144. Телефонный код — 4332.
Занимает площадь 0,645 км².
В селе действует храм Успения Пресвятой Богородицы Жмеринского благочиния Винницкой епархии Украинской православной церкви.

## Адрес местного совета
23143, Винницкая область, Жмеринский р-н, с. Жуковцы, ул. Кирова, 98